# Мартюк Олександр Леонідович
Олександр Леонідович Мартюк (нар. 24 липня 1972, Авдіївка, УРСР) — радянський та український футболіст, захисник та півзахисник. Зараз працює у тренерському штабі «Маріуполя».

## Кар'єра гравця

### До розпаду СРСР
Олександр Мартюк народився 24 липня 1972 року у місті Авдіївка Донецької області. Футболом почав займатися у рідному місті, у місцевій ДЮСШ. Пізніше потрапив до академії донецького «Шахтаря».
У футболці донецького «Шахтаря» дебютував 21 березня 1989 року у нічийному (1:1) виїзному матчі 3-го туру групи В Кубку Федерації Футболу СРСР проти київського «Динамо». Олександр вийшов на поле у стартовому складі та відіграв увесь поєдинок. Це була єдина офіційна гра для Мартюка у сезоні 1989 року.
Наступного сезону він також зіграв лише 1 матч, і також у Кубку Федерації Футболу СРСР. Сталося це 16 червня 1990 року у програному (0:1) виїзному поєдинку першої групи проти дніпропетровського «Дніпра». Олександр вийшов на поле на 75-й хвилині, замінивши Сергія Щербакова.
Проте Мартюку пощастило дебютувати й у Вищій лізі чемпіонату СРСР. Цей дебют відбувся 27 червня 1991 року у переможному (4:3) виїзному поєдинку 16-го туру проти московського ЦСКА. Олександр вийшов на поле лише на 89-й хвилині, замінивши Сергія Ателькіна.
1 липня 1991 року зіграв другий і останній матч у чемпіонаті СРСР, це був домашній переможний (2:0) поєдинок 17-го туру проти владикавказького «Спартака». Олександр вийшов на поле на 84-й хвилині, замінивши Ігоря Столовицького.
Ще 2 поєдинки, 22 та 26 листопада 1991 року, провів у футболці гірників у кубку СРСР проти одеського «Чорноморця». Крім цього, у 1990 році на правах оренди виступав у аматорському клубі «Бажановець» (Макіївка). У складі макіївського клубу зіграв 7 матчів та відзначився 3 голами. У 1991 році, також на правах оренди, виступав у маріупольському «Новаторі», у футболці якого зіграв 5 матчів.

### Після розпаду СРСР

#### «Шахтар» та дубль гірників
Після розпаду СРСР продовжив виступати у донецькому «Шахтарі». Донецький клуб розпочав свої виступи одразу у Вищій лізі чемпіонату України. 1 березня 1992 року дебютував у переможному (2:1) виїзному поєдинку 1/8 фіналу кубку України проти львівських «Карпат». Олександр вийшов на поле у стартовому складі та відіграв увесь поєдинок.
У чемпіонаті України Мартюк дебютував 7 березня 1992 року у нічийному (1:1) виїзному поєдинку 1-го туру 1-ї підгрупи вищої ліги чемпіонату України проти запорізького «Металурга». Олександр вийшов на поле у стартовому складі та відіграв увесь поєдинок.
Дебютним голом у футболці гірників відзначився 11 квітня 1992 року у переможному (6:0) домашньому поєдинку 1/4 фіналу кубку України проти дніпропетровського «Дніпра». Мартюк вийшов на поле у стартовому складі та відіграв увесь поєдинок, а на 65-й хвилині відзначився голом.
Будучи на контракті у донецькому «Шахтарі» втратив місце в основній обоймі команди, тому починаючи з сезону 1993/94 років відправлявся по орендах до фарм-клубу гірників, «Шахтар-2». У 1994 році повернувся до головної команди «Шахтаря», але вже у листопаді того ж року до завершення сезону перейшов на правах оренди до складу запорізького «Торпедо» (Запоріжжя).
У футболці запорізького клубу дебютував 18 листопада 1994 року у нічийному (0:0) поєдинку 17-го туру вищої ліги чемпіонату України проти луганської «Зорі-МАЛС». Мартюк вийшов на поле у стартовому складі та відіграв увесь поєдинок.
Дебютним голом у футболці «Торпедо» відзначився 5 березня 1995 року на 81-й хвилині переможного (4:0) домашнього поєдинку 18-го туру вищої ліги чемпіонату України проти луганської «Зорі-МАЛС». Олександр вийшов на поле на 62-й хвилині, замінивши Петра Гуральського. До завершення оренди у футболці запорізького клубу зіграв 5 матчів та відзначився 2 голами.
1995 року повернувся до склад донецької команди, проте у новому сезоні відіграв лише 2 поєдинки, переважно виступаючи за «Шахтар-2». Протягом свого перебування у складі «Шахтаря» у вищій лізі чемпіонату України зіграв 38 матчів та відзначився 1 голом, ще 9 матчів (1 гол) провів у кубок України, також зіграв 1 поєдинок за «Шахтар» у єврокубках. У футболці «Шахтаря-2» у другій лізі чемпіонату України провів 42 матчі та відзначився 7-ма голами, ще 4 поєдинки зіграв у складі другої команди гірників у кубку України.

#### Вояж до Росії
На початку 1996 року виїхав до Росії, де підписав контракт з липецьким «Металургом» з другого дивізіону російського чемпіонату. У складі липецького клубу дебютував 21 квітня 1996 року у програному (0:3) виїзному поєдинку 1/256 фіналу кубку Росії проти белгородського Салют-ЮКОС. Олександр вийшов на поле у стартовому складі та відіграв увесь поєдинок. У сезоні 1996/97 років це був єдиний матч, який Олександр Мартюк зіграв у російському клубі. 12 травня у програному (2:3) виїзному поєдинку 10-го туру першої ліги чемпіонату Росії проти «Торпедо» (Волжський) зіграв перший матч у сезоні 1997 року. Мартюк вийшов на поле у стартовому складі та відіграв увесь поєдинок, а на 63-й хвилині отримав жовту картку. Загалом у футболці «Металурга» у російському чемпіонаті зіграв 70 матчів та відзначився 3 голами, ще 5 поєдинків у футболці липецької команди зіграв у кубку Росії.
У 1998 році перейшов до іншого російського клубу, «Локомотив-НН». 27 липня 1998 року дебютував у футболці «Локомотива» у переможному (2:0) домашньому поєдинку 23-го туру першого дивізіону проти «Газовика-Газпрома». Мартюк вийшов на поле на 90-й хвилині, замінивши Владислава Зубкова. Протягом сезону у російському чемпіонаті зіграв 15 матчів. Сезон 1999 року також розпочав у «Локомотиві», команда вийшла до російської Прем'єр-ліги. Проте своє місце у команді він втратив, і зігравши 2 поєдинку за команду з Нижнього Новгорода залишив клуб.
У 1999 році перейшов до складу першолігового російського клубу «Торпедо-Вікторія». За «Торпедо-Вікторію» дебютував 2 липня 1999 року у програному (1:4) виїзному поєдинку першої ліги чемпіонату Росії проти тульського «Арсеналу». Олександр вийшов на поле у стартовому складі та відіграв увесь поєдинок, а на 66-й хвилині отримав жовту картку. У складі клубу з Нижнього Новгороду у першому дивізіоні російського чемпіонату зіграв 25 матчів.

#### Повернення в Україну
На початку 2000 року повернувся до Донецька, де підписав контракт з місцевим «Металургом». У футболці донецького клубу дебютував 11 березня 2000 року у переможному (2:1) виїзному поєдинку 1/16 фіналу кубку України проти ужгородського «Закарпаття». Мартюк вийшов на поле у стартовому складі та відіграв увесь поєдинок. А в національному чемпіонаті за «Металург» дебютував у програному (0:2) виїзному поєдинку 16-го туру вищої ліги чемпіонату України проти донецького «Шахтаря». Олександр вийшов на поле у стартовому складі та відіграв увесь поєдинок. Вийшовши на заміну в ще одному поєдинку чемпіонату України, у травні 2002 року виступав на правах оренди у друголіговому клубі «Машинобудівник» (Дружківка), у складі якого дебютував 12 травня 2000 року у 20-му турі групи В другої ліги чемпіонату України проти кременчуцького «Адомса». Мартюк вийшов на поле у стартовому складі та відіграв увесь поєдинок. Загалом у футболці дружківського клубу зіграв 2 матчі. Після цього повернувся до донецького «Металурга». 21 жовтня 2000 року на 12-й хвилині переможного (3:2) виїзного поєдинку 12-го туру вищої ліги чемпіонату України проти тернопільської «Ниви» відзначився першим та останнім голом у футболці «Металурга». Олександр вийшов на поле у стартовому складі та відіграв увесь поєдинок. Протягом свого перебування у донецькому клубі у вищій лізі зіграв 26 матчів та відзначився 1 голом, ще 4 поєдинки у футболці донецьких металургів провів у кубку України.
У 2001 році перейшов до криворізького «Кривбаса». 7 липня того ж року дебютував у футболці криворізького клубу у нічийному (1:1) матчі 1-го туру вищої ліги чемпіонату України проти запорізького «Металурга». Мартюк вийшов на поле у стартовому складі та відіграв увесь поєдинок. У футболці криворізького клубу у чемпіонаті України зіграв 17 матчів, ще 4 поєдинки за криворізьку команду провів у кубку України.

#### Новий вояж до Росії та завершення кар'єри гравця
У 2002 році Олександр залишив Кривий Ріг та виїхав до Росії. Там він підписав контракт з клубом «СКА-Енергія» (Хабаровськ), який на той ас виступав у першій лізі російського чемпіонату. 28 березня 2002 року дебютував за хабаровський клуб у програному (0:1) виїзному поєдинку 1-го туру першого дивізіону чемпіонату Росії проти ФК «Хімки». Олександр вийшов на поле на 45-й хвилині, замінивши Миколу Лапу. У російському клубі був гравцем основної обойми, у першому дивізіоні російського чемпіонату зіграв 25 матчів, ще 2 поєдинки зіграв за хабаровську команду у кубку Росії.
У 2003 року знову повертається до Донецька та підписує контракт із «Металургом», проте цього разу за головну команду металургів не зіграв жодного поєдинку. Натомість захищав кольори їх друголігового фарм-клубу, «Металурга-2» (Донецьк). У складі останнього дебютував 22 червня 2003 року у переможному (4:1) виїзному поєдинку 30-го туру групи В другої ліги чемпіонату України проти ровеньківського «Авангарда». У тому поєдинку Мартюк вийшов на поле на 73-й хвилині, замінивши Романа Спірка. Дебютним голом за другу команду металургів відзначився 21 вересня 2003 року на 32-й хвилині переможного (1:0) виїзного поєдинку групи В другої ліги чемпіонату України проти димитрівського Уголька. Олександр вийшов на поле у стартовому складі та відіграв увесь поєдинок. Загалом у складі «Металурга-2» у другій лізі чемпіонату України зіграв 16 матчів та відзначився 3 голами.
У 2004 році підсилив дніпродзержинську «Сталь» (Дніпродз.). 28 березня того ж року у переможному (1:0) домашньому поєдинку 16-го туру групи В другої ліги чемпіонату України проти «Металурга-2» (Запоріжжя) дебютував у своєму новому клубі. Мартюк вийшов у стартовому складі та відіграв увесь поєдинок. Протягом 2004 року зіграв у чемпіонаті України 25 поєдинків, ще 2 матчі (1 гол) за сталеварів зіграв у кубку України.

## Кар'єра тренера
Будучи ще гравцем у клубах «Металург-2» (Донецьк) та «Сталь» (Дніпродзержинськ) був водночас помічником головного тренера, Олександра Севідова. У 2005 році разом з Севідовим перейшов у «Металург» (Донецьк). Згодом працював тренером в українських клубах «Геліос» (2006—2007), «Кримтеплиця» (2009—2011), «Говерла» (2011—2013), «Карпати» (2013—2014), «Металіст» (2015—2016), «Іллічівець» (2016— ), а також у молдавському «Зімбру» (2007—2008).

## Досягнення
- Вища ліга чемпіонату України
  -  Срібний призер (1): 1997

- Кубок України
  -  Володар (1): 1997